# 何塞·阿卡蘇索
何塞·阿卡蘇索（José Acasuso，1982年8月10日—），是一位阿根廷職業網球運動員。於1999年轉為職業選手。職業生涯最高世界排名第20位。是一位紅土型的選手。他獲得過7項賽事冠軍，其中有3項是ATP巡迴賽賽事冠軍。

## 外部連結
- 何塞·阿卡蘇索（英文/西班牙文）的官方資料
- 何塞·阿卡蘇索的國際網球總會 職業／青少年 官方資料（英文）
- 何塞·阿卡蘇索的官方資料（英文）